# Dino Crisis (série)
Dino Crisis é uma série de jogos eletrônicos produzida pela Capcom. O primeiro jogo é classificado como um survival horror e os lançados posteriormente são classificados como Ação. Desenvolvido pela Capcom, foi lançado originalmente para a PlayStation, possuindo também versões para PlayStation, Dreamcast, Microsoft Windows, X-Box, PlayStation 2. O terceiro jogo da série teve baixas vendas e foi abandonada pela Capcom sem explicações. O primeiro jogo da série foi inspirado na famosa franquia de zumbis Resident Evil.

## Enredo
O enredo de Dino Crisis tem início com a história de uma unidade de resgate chamada S.O.R.T., que tem de ir a uma ilha desconhecida chamada Ibis. O cientista Edward Kirk, uma autoridade mundial em pesquisas energéticas, aparentemente morreu três anos atrás. Na verdade, ele está vivo e trabalhando com um grupo de pesquisa numa ilha isolada, quando o governo descobre, envia um grupo para trazer Kirk de volta a seu país de origem. O cientista desenvolveu uma fonte de energia chamada de Third Energy (Terceira Energia).
Os agentes saltam de pará-quedas (um deles - Cooper - morre logo no começo, ao aterrissar e ser engolido por um T-Rex) e descobrem que o lugar está cheio de dinossauros, e que quase todos os funcionários foram mortos. Ao encontrarem o Dr. Kirk, ele lhes revela que a Third Energy é capaz de transportar objetos e seres para qualquer tempo, e que a razão para aqueles dinossauros estarem ali é porque dependendo da quantidade de energia empregada é possível até mesmo viajar no tempo. Regina, Gail e Rick devem resgatá-lo e voltar imediatamente ao Continente. Há três finais para este jogo, sendo uma delas uma incineração de 25% da ilha Ibis.
Um ano se passou desde o incidente na Third Energy, o projeto agora está em poder do governo em uma base a qualquer lugar do Centro-Oeste, contudo, em busca de resultados imediatos, os cientistas deixaram de tomar as devidas cautelas e mais uma vez um acidente ocorreu, desta vez toda a base de investigação, instituição militar e uma pequena cidade próxima desapareceram e o lugar foi tomado por uma selva de outra época. Agora é a vez de Dylan Morton da TRAT se juntar a Regina e resgatar os sobreviventes do trágico acidente. Enquanto a história vai se desenrolando Dylan descobre que tem uma filha chamada Paula.Dylan acaba morto e Regina é obrigada a concluir a missão sozinha.
538 anos mais tarde, sem mais noticias de Dylan e a maioria dos executivos afastados do governo, uma equipe chamada S.O.A.R (Operações Especiais e Reconhecimento). A bordo de uma nave Seyfert próximo do Planeta Júpiter, onde está uma nova gigantesca, de nome Ozymandias. Mandados para investigar o incidente que ocorreu. Patrick Tyler, Sonya Hart, Comandante Jacob Ranshaw e McCoy são os primeiros a chegarem.
Eles logo notam o excesso de tranquilidade até serem surpreendidos por um Australis (Mutação genética do Tiranossauro Rex) McCoy é o primeiro a morrer por este já que estava distraído com a baba que o dinossauro deixou cair sobre seu ombro. Em pânico, o time percebe que não estão sozinhos naquela nave, e que deve correr contra o tempo para achar uma maneira de sair do local sem haver mais mortes.

## Jogabilidade
Os gráficos são todos 3D, inclusive o cenário. As armas usadas durante o jogo, como a Pistola 9mm, Shotgun (Escopeta), Rocket Launcher (Lança-mísseis), etc.
Durante o jogo, porém, o jogador encontra peças que podem ser usadas nas armas a fim de que estas armas tenham maior poder de fogo, além disso também é possível usar diferentes tipos de munição para cada uma das armas.
No jogo os kits médicos podem ser combinados para formarem um item de cura mais potente ou ainda os kits médicos podem ser combinados a algumas armas para ficarem mais letais. Quando o seu personagem sofre danos físicos eles são mostrados no seu personagem, por exemplo quando a personagem principal Regina se fere um pouco ela começa a se apoiar no ombro e anda com uma certa dificuldade, quando ela esta muito ferida ela manca muito e anda com extrema dificuldade além de que quando ela está um pouco ferida apenas algumas gotas de sangue caem no chão a medida que ela se mexe, mas quando ela está muito ferida ela começa a perder muito sangue a medida em que ela se move.

## Saiba mais

### Personagens
Regina
Aparições: Dino Crisis 1 e 2
É a única mulher no grupo de resgate S.O.R.T. É, também, a personagem principal do jogo, diferentemente de Resident Evil 1, onde era possível escolher entre dois personagens, em Dino Crisis só se joga com Regina. Regina é a novata no grupo, mas é muito bem treinada e sabe atirar muito bem com qualquer tipo de arma de fogo; ela está sempre disposta a ajudar seus amigos. Uma expert em customização de armas de fogo.
Gail
Aparições: Dino Crisis 1
É provavelmente o líder substituto do grupo. Digo substituto porque na sequência em computação gráfica, logo no começo do jogo, o primeiro a saltar do helicóptero de para-quedas é Cooper; o que da entender que Cooper seria o líder do grupo e não Gail. Porém, depois que Cooper é morto pelo T-Rex, Gail deve ter assumido o lugar dele como líder. Gail é um veterano de guerra bastante experiente. Ele sempre coloca a missão acima de qualquer outra prioridade, inclusive as vidas de seus soldados ou sua própria vida; ele usa uma metralhadora durante o jogo inteiro.
Rick
Aparições: Dino Crisis 1
É um especialista em computadores, pode hackear um computador ou sistema de defesa como os que estão por toda a ilha em questão de minutos. Rick usa um rifle com mira telescópica. Outro detalhe é que de todos os os personagens da série, é o único negro (talvez não seja por questões racistas, mas sim porque o jogo é nipônico).
Edward Kirk
Aparições: Dino Crisis 1
É um brilhante cientista na área de pesquisas energéticas, mas é um sujeito extremamente arrogante. Quando o governo parou de custear sua pesquisa, forjou sua própria morte e fugiu para uma ilha isolada, para continuar sua pesquisa científica em um gigantesco complexo de laboratórios. Junto de outros cientistas do mundo inteiro, ele desenvolveu a Third Energy, uma energia que seria mais limpa, mas acaba esbarrando acidentalmente em uma maquina do tempo que traz variados tipos de dinossauros para o complexo laboratorial, entre eles um T-rex, dezenas de velociraptors e diversos outros tipos.
Tom
Aparições: Dino Crisis 1
É um espião que conseguiu se infiltrar no complexo científico disfarçado de pesquisador.O agente Tom morre durante o jogo após ser atacado por um dinossauro (segundo sua localização, possivelmente foi um Pteranodon o assassino).
Cooper
Apariçoes: Dino Crisis 1
Possivelmente o líder original do grupo de resgate S.O.R.T; já que ele morre logo na abertura do jogo nos nunca ficamos sabendo ao certo se ele é o líder ou se é Gail que é o líder principal. Os outros personagens do jogo nunca ficam sabendo que o agente Cooper foi atacado e morto pelo T-Rex, tanto que no final do jogo, no relatório de Regina sobre a missão, a única coisa que ela fala é que Cooper desapareceu durante a missão ou como se fala em inglês, ele foi um M.I.A (perdido em ação, do inglês 'Miss In Action').
Dylan Morton
Aparições: Dino Crisis 2, Dino Stalker
Dylan é um soldado de verdade. Um membro de T.R.A.T. uma força tarefa do exercito designada para resgatar os milhares de sobreviventes de Edward City, seu corpo e mente extremamente fortes podem superar quaisquer circunstâncias adversas. Apesar de um pouco desejável na agilidade, a força de Dylan faz dele excelente em manusear armas de fogo pesadas e perfeito para derrubar dinossauros de grande porte.
David Fork
Aparições: Dino Crisis 2
Um membro da força de tarefa especial de Dylan, o humor de David durante o perigo mantêm o moral da equipe alta. Ele veste sua roupa de cowboy favorita constantemente. Apesar de mais fraco do que Dylan na habilidade de luta, a compaixão de David por seus amigos é indispensável para a equipe.
Paula Morton
Aparições: Dino Crisis 2 e Dino Stalker
Uma bela porem misteriosa garota, que aparece e desaparece sem avisar. Paula é a primeira humana que Mike encontra e uma pista para resolver o mistério de como ele chegou na ilha.
No final de Dino Crisis 2, Dylan Morton descobre que Paula é sua filha por um efeito colateral da Third Energy.
Mike Wired
Aparições: Dino Staker
O 1° Tenente na 3° Divisão da Força Aérea dos EUA, ele foi derrubado durante uma batalha no Oceano pacifico durante a Segunda Guerra Mundial.
Patrick Tyler
Aparições: Dino Crisis 3
Um membro da S.O.A.R. O forte senso de dever e o carisma natural de Patrick Tyler fazem dele um dever em qualquer operação.Confiado pela equipe inteira, ele levanta o moral da tropa.
Sonya Hart
Aparições: Dino Crisis 3
É integrante da S.O.A.R, ela é uma mulher de cabeça fria, com ações perfeitas. O objetivo dela é completar missões.
Jacob Ranshaw
Aparições: Dino Crisis 3
O líder da S.O.A.R .Suas habilidades de lideranças e de fazer decisões valentes, são criticas para a operação. Ele é muito fanático pela segurança de sua tropas.
Caren
Aparições: Dino Crisis 3
A única sobrevivente da Ozymandias, a existência de Caren é abrigada em segredo.Porém segundo as informações da nave Ozymandias. Caren foi clonada em várias, seu DNA foi alterado, fundindo-se com um DNA de Dinossauro. A aparência da Caren e semelhante a da Regina (Dino Crisis 1 & 2 ). A nave Ozymandias obteve os dados da Third Energy durante sua viagem no tempo... a única pessoa que comanda essa nave e a própria Regina, o motivo e desconhecido!

### Dinossauros
- Velociraptor: Velociraptor ou Raptors como são também chamados, são o tipo de inimigo mais comum que você irá encarar no jogo inteiro. Raptors são caçadores naturais e eles tem a velocidade e agilidade para acompanhar, não é muito recomendável fugir dele, e sim matá-lo, pois alguns deles são mais rápidos do que os personagens. Seus principais ataques são o pulo, a mordida e a cauda.
- Tyrannosaurus Rex: O predador derradeiro que aparece, o T-Rex é o grande inimigo do jogo, você irá encontrar o T-Rex muitas vezes no jogo inteiro, mas felizmente a maioria dos encontros são fáceis e não requerem que você fica num lugar só para atirar, porque seria suicídio. Este animal pode matar o personagem instantaneamente se exposto.
- Compsognathus: A dieta deles consiste em insetos principalmente. Eles são dinossauros pequenos. Eles não são tipicamente ameaça para humanos. Eles se movem em bandos e a vida social deles envolve seu bando.
- Pteranodon: Eles basicamente comem peixes. Estes répteis voadores são tipicamente achados perto de lados. Eles pairam e descer sobre a água procurando peixes, então com tremenda velocidade eles mergulham para pegar sua presa. Apesar de sua dieta consistir de basicamente peixe, eles também se alimentam de pequenos mamíferos e até animais como os humanos.
- Theizinos: Estes são os dinossauros normais mais mortais no jogo.
- Allosaurus: Apesar de terem cerca de 8 metros de comprimento, eles podem facilmente pular por obstruções com 2 metros de altura.As presas deles não estão limitadas a herbívoros. Eles também se alimentam de pequenos carnívoros.
- Mosasaurus: A dieta principal deles parece ser amônias que vivem no fundo das águas. Durante a estação de reprodução muitos Mosasaurus se reúnem ao redor da instalação na procura de comida. As mandíbulas são fortes o bastante para triturar mesmo as conchas mais duras sem dúvida, uma ameaça para nós humanos. Mesmo a mais dura roupa de mergulhador não irá aguentar a mordida de um mosasaurus. Apesar de seu grande tamanho, eles são capazes de nadar rapidamente.
- Elasmosaurus: Eles são répteis carnívoros. Com seus pescoços longos eles põem a cabeça na superfície para respirar.
- Inostrancevia: O Inostrancevia não é um dinossauro, é um therapsídeo um parente mais próximo dos mamíferos do que de dinossauros, estes animais existiram 40 milhões de anos antes do primeiro dinossauro aparecer na terra. O Inostrancevia era um animal pesado e forte. Em Dino Crisis ele vive nos lugares quentes e úmidos. Seu principal ataque é a cabeçada, no qual, vem junto com um corrida em direção a presa. A única maneira de matá-los facilmente é virá-los de barriga para cima e atirar. Curiosamente possui um comportamento que lembra ora um predador réptil (como o dragão-de-komodo) ora um predador mamífero (como tigres).
- Triceratops: Eles são herbívoros e eles podem ser encontrados fora da cidade nos campos. Eles protegem os ovos do bando em bandos. Eles são dinossauros sociais. Eles são muito gentis e eles não irão se tornar violentos a não ser que forçados, como pisar nos seus ovos ou matar seus filhotes.
- Oviraptor: Eles são equipados com dois arsenais. Um é o bico afiado deles e o outro é o seu veneno. O nome "Ladrão de Ovo" foi originalmente baseado numa opinião errada. Mas eles usam seus bicos para quebrar cascas duras de ovos, e para proteger eles mesmo eles usam veneno ácido.
- Giganotosaurus: Este dinossauro é o maior de toda a série. É carnívoro e apresenta muito perigo ao jogador. É praticamente impossível matá-lo com armas normais. Apenas atordoando para poder escapar das garras dele. Ele pode matar um T-Rex com apenas uma mordida.
- Rigel: São modificações do Gigantonossauros que se parecem com minhocas.
- Algol: Esse dinossauros são modificações do Velociraptor. Tem uma cabeça com aparência de martelo. Eles tem habilidade de se camuflar.
- Kornephoros: É uma modificação do Velociraptor, que age como se fosse um gorila.
- Australis: Australis é essencialmente um geneticamente modificado T-Rex ultra-forte que pode fazer explosões elétricas.
- Regulus: Uma modificação de Ankylosaurus que tem como ataque maior é se enrolar na vitima e deixa-la sem chance de escapar.
- Miaplacidus: Miaplacidus é épico nas escamas, e ainda rápido, anfíbio, pode atirar fontes de água venenosa com uma "milha" de distância. Sua forma original era o Spinosaurus.
- Cebalrai: Uma transformação de rigel que começa com duas cabeças e forma depois uma terceira, e duas caudas. Eles tem os mesmos ataques de um rigel, só que potencializados.
- Trinity: O chefe dos dinossauros, que pode comandar qualquer outro dinossauro, pois possui a maior inteligência de todos dinossauros.
- Carnotaurus: Dinossauro que possui dois chifres, e usas-os para atacar suas vítimas.
- Utahraptor: Este dinossauro é famoso pelas garras de seus pés. Ele é um dinossauro ágil que mata vitimas com sua rapidez.
- Kronosauros: Considerado um torpedo com dentes afiados, eles não dão chances as vítimas.

## Jogos

#### Dino Crisis (1999)
Criado pelo mesmo diretor de Resident Evil, Shinji Mikami, O jogo segue o mesmo estilo trocando apenas os zumbis por dinossauros. O jogo conta a história de uma unidade de resgate chamada S.O.R.T., que tem de ir a uma ilha desconhecida chamada Ibis. O cientista Edward Kirk está trabalhando com um grupo de pesquisa numa ilha isolada, quando o governo descobre, envia um grupo para trazer Kirk de volta a seu país de origem. Os agentes saltam de pará-quedas, após aterrissarem descobrem que o lugar está cheio de dinossauros, e que quase todos os trabalhadores foram mortos.

#### Dino Crisis 2 (2000)
Dino Crisis 2 é um jogo eletrônico de survival horror e tiro em terceira pessoa lançado em 13 de Setembro de 2000 para PlayStation pela Capcom e relançado em 20 de Agosto de 2002 para Microsoft Windows. Dino Crisis 2" é o segundo jogo da série, sucedendo Dino Crisis. Um ano se passou desde os incidentes na ilha Ibis. A Terceira Energia (Ou seja, energia mais avançada do milénio) sofreu um outro acidente, agora estando sob domínio do governo. Eles queriam realizar uma outra pesquisa, utilizando a máquina para trazer micro-organismos vivos e células da era Cretácea para os séculos de hoje. Precauções não foram tomadas, o que resultou no desaparecimento da cidade Edward City e de um complexo de pesquisa militar. Em seus lugares, se ocupou uma selva, de um outro tempo. Os dois principais protagonistas do jogo são o tenente Dylan Morton e Regina, com Dylan ser novo para a série e Regina reprisando seu papel após os acontecimentos do primeiro incidente (também em Dino Crisis).

#### Dino Stalker  (2002)
Dino Stalker (Gun Survivor 3: Dino Crisis no Japão) é um jogo de tiro em primeira pessoa criado pela Capcom, que foi lançado para o Playstation 2, em 27 de junho de 2002. O jogo é um spinoff da série Dino Crisis de videogames e serve como uma semi-sequência aos fatos de Dino Crisis 2. O jogo centra-se no personagem central Mike Wired, que é capturado em uma intensa luta de avião durante a Segunda Guerra Mundial. Mike é subitamente teleportado para outra dimensão, e tem de se defender contra um exército de predadores voadores de Pré históricos.

#### Dino Crisis 3 (2003)
Dino Crisis 3 é um jogo desenvolvido pela Capcom e o primeiro do qual Shinji Mikami, criador das séries Resident Evil e Dino Crisis não participou em seu desenvolvimento. É a sequência da série Dino Crisis. Foi lançado exclusivamente para Xbox.
Dino Crisis 3 acontece no ano de 2548, com uma equipe chamada S.O.A.R (Operações Especiais E Reconhecimento). Mandados para investigar o incidente que ocorreu. Patrick Tyler, Sonya Hart, Comandante Jacob Ranshaw e McCoy são os primeiros a chegarem. São surpreendidos logo por um Australis (Mutação genética do Tiranossauro Rex). Em pânico, o time percebe que não estão sozinhos naquela nave, e que deve correr contra o tempo para achar uma maneira de sair do local. 